# Ставропольское сражение
Ставропольское сражение 23 октября — 20 ноября 1918 — сражение между Добровольческой армией и советскими войсками на Северном Кавказе на завершающем этапе Второго Кубанского похода. По мнению Деникина, это была решающая битва всей кампании, в которой были разгромлены основные силы красных и закончено освобождение от большевиков Кубани и Ставрополья.

## Положение на фронте к 23 октября
Положение на фронте к 23 октября было следующим: 2-я дивизия А. А. Боровского и 2-я Кубанская дивизия С. Г. Улагая обороняли район к северу от Ставрополя, 1-я дивизия Б. И. Казановича стояла под Армавиром, 1-я конная П. Н. Врангеля и 1-я Кубанская В. Л. Покровского — по Урупу до Отрадной. Далее действовали Партизанская бригада А. Г. Шкуро и ополчения Баталпашинского отдела, их фронт проходил примерно от Отрадной, севернее Беломечётской, подходя к Воровсколесской и далее на Суворовскую. Шкуро, очищая от большевиков Баталпашинский отдел, совершал частые нападения на железные дороги, расстраивая движение по ним и угрожая сообщениям противника. От Армавира по правому берегу Кубани и далее от Барсуковской на Ново-Екатериновку стояли местные гарнизоны, пластунские батальоны и 3-я дивизия М.Г.Дроздовского.
По Урупу и Кубани располагалось около 20 тысяч большевистских войск; по линии Курсавка — Минеральные Воды для охраны железной дороги от нападений Шкуро — 4–5 тысяч; и в районе Невинномысской сосредоточился сильный кулак до 20 тысяч.
Согласно Деникину, перед большевистским командованием стояло три направления отхода: по Владикавказской железной дороге, упирающейся в Кавказские горы или Каспийское море; на Святой Крест — с отходящим от него Астраханским трактом; наконец, третье, сопряженное с новыми боями, — на Ставрополь, с возможностью пользоваться Астраханским трактом и открыть связь и сообщение с Царицыном и 10-й армией, левый фланг которой подходил к Манычу у Кормового (в 45 километрах от Дивного — пункта сосредоточения 2-й Ставропольской дивизии красных).
В результате длительных споров и колебаний красное командование приняло решение перебросить свои тылы на Святой Крест и попытаться захватить Ставрополь.

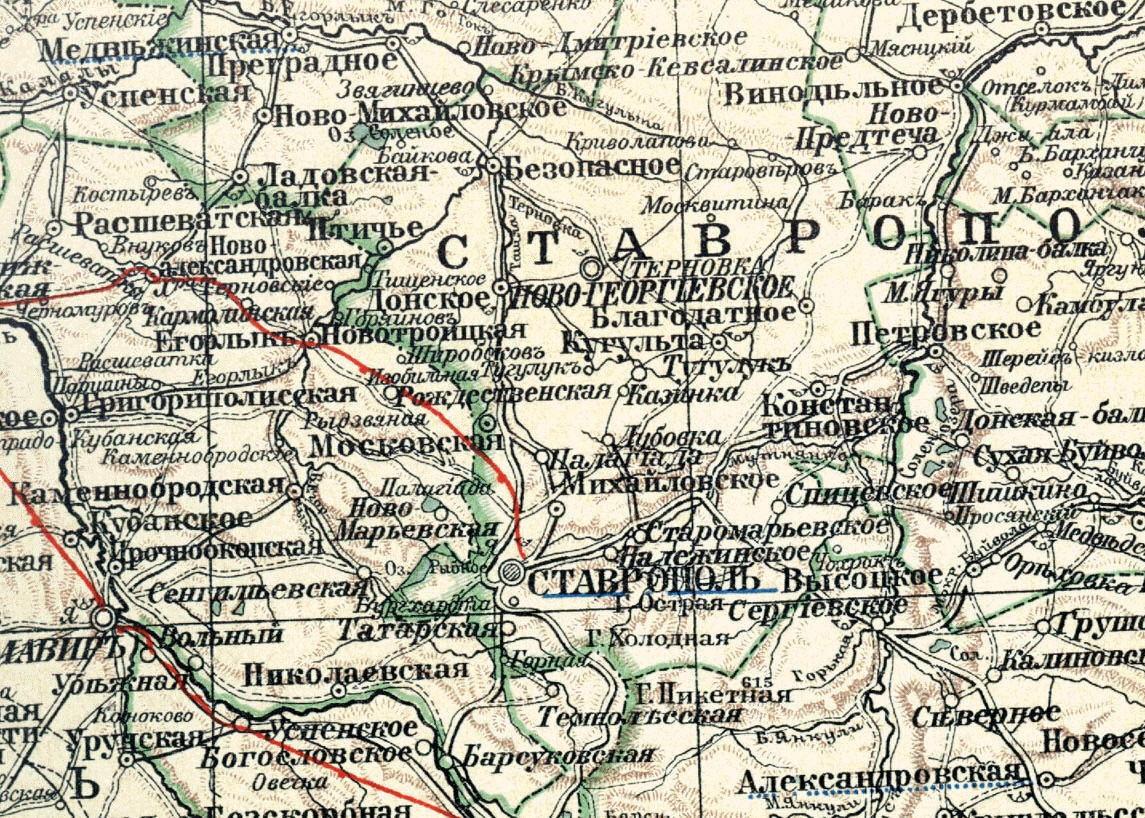
Карта района по состоянию на 1903 год

## Ставропольская операция Таманской армии
К 22 октября Таманская армия сосредоточилась в районе Невинномысской и 23 октября под командованием М. В. Смирнова выступила оттуда на север, на Ставрополь. Таманцы наступали двумя колоннами: левая двигалась на Ставрополь через Барсуковскую на Татарку и держала связь с частями армавирской группы; правая шла на Темнолесскую, а затем на горы Холодную и Острую, и должна была держать связь с частями 10-й колонны, которая шла правее. Энергичному наступлению красных противостояли остатки 2-й и 3-й дивизий, численностью около 500 штыков и 250—300 сабель. Ставрополь оборонял отряд М. Г. Дроздовского в составе 3-й дивизии и пластунской бригады.
23-го Дроздовский отразил наступление большевиков, и только на его правом фланге левая группа таманцев сбила пластунов и овладела Барсуковской. На следующий день Дроздовский сам перешел в контратаку, но в жестоком бою за Барсуковскую успеха не добился и понес серьезные потери. Однако и красным пришлось ввести в бой все резервы. Ввиду того, что на западе была потеряна важная позиция — гора Недреманная, Дроздовский утром 25 октября отошел к Татарке, в нескольких километрах от города, где в ночь на 27-е был вновь атакован обеими колоннами таманцев и отброшен к северу.
На помощь Дроздовскому из Торговой в Ставрополь 26 октября был переброшен Корниловский ударный полк. На следующий день полк был проведен парадным маршем по улицам города для успокоения населения, а затем переброшен на фронт, чтобы остановить наступление красных со стороны Татарки. К этому времени полк состоял из офицерской роты имени генерала Корнилова в составе 250 штыков, трех солдатских  батальонов и имел три десятка пулеметов со своей артиллерией.
В течение дня 27 октября Дроздовский вёл напряженный бой на подступах к Ставрополю, стараясь при помощи Корниловского полка вернуть захваченную большевиками гору Базовую. Атаки корниловцев и самурцев  не имели успеха, и после полудня дивизия очистила Ставрополь, отступив к северу. Корниловцы понесли в этом бою огромные потери — более 600 человек. В офицерской роте из 250 человек погибло 70.

Толпы мирного населения покидали злополучный многострадальный город, спасаясь от большевицкого нашествия. В Ставрополь вошли красные войска и приступили к расправе…— Деникин А. И. Очерки русской смуты.
28 октября части Таманской армии заняли Ставрополь. Одновременно с наступлением главных сил на Ставрополь колонна красных продвигалась вниз по Кубани, захватывая переправы, и к 27-му весь правый берег до Убеженской оказался в их руках.
В последующие дни красные проводили отдельные атаки в северном направлении для обеспечения Ставрополя, не стремясь или не имея возможности развить свой успех, нанеся поражение ослабленным и разрозненным частям Ставропольской группы. К 31 октября, когда в Ставропольский район подтянулись части 2-й и 2-й Кубанской дивизий, Ставропольская группа Боровского располагалась по фронту Ново-Марьевка — село Пелагиада — Дубовка, в 15—20 километрах от города. Фронт большевиков шел вокруг Ставрополя через Надеждинское — Михайловское — Сенгилеевское — Ново-Екатериновку.
Остатки корниловцев, оставив Ставрополь, отошли к Пелагиаде. Через два дня красные попытались прорвать фронт на их участке и перешли в наступление крупными силами. Высоты около села переходили несколько раз из рук в руки и к концу дня остались за красными, хотя прорвать фронт им не удалось. Корниловцы отошли на две версты и закрепились.

## «Мятеж Сорокина»
По мнению красных авторов, после взятия Ставрополя операция не получила дальнейшего развития, так как в течение трех недель войска оставались без оперативного руководства. Причиной этого был так называемый «мятеж Сорокина». Красный главком, недовольный ограничением своих полномочий, 21 октября приказал расстрелять в Пятигорске группу руководителей ЦИК Северо-Кавказской советской республики и крайкома РКП(б): председателя ЦИК А. А. Рубина, секретаря крайкома В. Крайнего (М. И. Шнейдермана), председателя фронтовой ЧК Б. Рожанского, уполномоченного ЦИК по продовольствию С. А. Дунаевского и председателя Пятигорской ЧК М. П. Власова. В связи с этим 27 октября был собран 2-й Чрезвычайный Съезд советов Северного Кавказа, который назначил новым главнокомандующим И. Ф. Федько, а Сорокина объявил вне закона.
Не найдя поддержки в армии, Сорокин бежал из Пятигорска в направлении Ставрополя, где 30 октября он и его штаб были задержаны кавалерийским полком Таманской армии под командованием М. В. Смирнова. Таманцы, разоружив штаб и личный конвой Сорокина, заключили их вместе с бывшим главнокомандующим в ставропольскую тюрьму. 1 ноября командир 3-го Таманского полка 1-й Таманской пехотной дивизии И. Т. Высленко застрелил Сорокина во дворе тюрьмы.
На действия Сорокина советская власть ответила своим излюбленным способом: массовым убийством заложников.
По словам Деникина:

...еще после захвата Кисловодска Шкуро и восстания терских казаков тюрьмы Минераловодской группы были заполнены заложниками, которые согласно приказу «чрезвычайки» подлежали расстрелу «при попытке контрреволюционного восстания или покушения на жизнь вождей пролетариата». Когда умер командовавший Северо Западным фронтом «товарищ» Ильин от ран, полученных в бою с добровольцами, чрезвычайная комиссия казнила в его память 6 заложников.
В ответ на расстрел руководителей ЦИК 1 ноября в Пятигорске по двум спискам было убито более 100 человек: 58 заложников, включая генералов бывшей императорской армии Р. А. Радко-Дмитриева и Н. В. Рузского, отказавшихся от неоднократных предложений возглавить большевистскую армию на Кавказе, и, как говорили, собственноручно зарубленных кинжалом главарем местной ЧК Г. А. Атарбековым, а также 47 осужденных за различные преступления от фальшивомонетничества до участия в контрреволюционных отрядах и организациях.

## Наступление Боровского
Разгром Врангелем армавирской группы красных в бою на Урупе и взятие Покровским Невинномысской вызвали большой подъем в Ставропольской группе, несколько отдохнувшей и пополненной. 4 ноября генерал Боровский перешел в наступление по всему фронту.
2-я и 3-я дивизии под общим командованием Боровского наступали на Ставрополь с севера по обеим сторонам железной дороги, 2-я Кубанская дивизия — с востока через Надеждинскую. В первый же день Боровский добился некоторого успеха: пластуны заняли Сенгилеевскую, Улагай — Надеждинскую, а 2-я и 3-я дивизии, хотя и с тяжелыми потерями, дошли до самой окраины города. 5 ноября бой продолжался, причем 2-й Офицерский полк дивизии Дроздовского стремительной атакой захватил монастырь Иоанна Предтечи и часть предместья.
Дальше, однако, войска Боровского продвинуться не смогли. 6-го большевики неоднократно переходили в контратаки, особенно настойчивые на фронте 3-й дивизии и Корниловского полка; обе стороны понесли тяжелые потери, и наступление добровольцев захлебнулось.

## Ставропольская операция Добровольческой армии
Так как к тому времени левобережные дивизии закончили свою операцию, Деникин получил возможность бросить все силы Добровольческой армии против Ставрополя. Врангель и Казанович были вызваны Деникиным на совещание в Армавир, где был выработан план атаки Ставрополя.
Генералу Боровскому на северном участке Ставропольского фронта было приказано временно перейти к активной обороне; генералу Врангелю, очищая попутно правый берег Кубани в направлении Убеженской и Николаевской, сосредоточить силы в Сенгилеевской для атаки Ставрополя с запада; генералу Казановичу — наступать через гору Недреманную и Татарку с юга; генералу Покровскому, совместно с Партизанской дивизией Шкуро, через Темнолесскую с юго-востока; для удержания Невинномысской оставался отряд генерала Гартмана — пластунские батальоны 1-й и 1-й Кубанской дивизий, а ополчения Баталпашинского отдела должны были обеспечивать операцию со стороны Минераловодской группы противника.
В течение четырех дней, до 11 ноября большевики вели упорные атаки на всем фронте Боровского. Добровольцы потеряли Сенгилеевскую, но сохранили своё положение под Ставрополем ценой новых тяжелых потерь.
Врангель описывает положение под Ставрополем так:

Таманская дивизия красных, осевшая главным своим ядром в районе Ставрополя (последний незадолго перед этим был нами оставлен) постепенно охватывалась кольцом наших войск, 2-я пехотная дивизия генерала Боровского, 3-я пехотная дивизия полковника Дроздовского, оперировавшие вдоль линии Кавказская — Ставрополь, подходили к городу с северо-запада; с запада направлялась к Ставрополю моя дивизия; с юга вдоль линии Армавир-Ставропольской железной дороги шла дивизия генерала Казановича, имея правее себя части 1-й Кубанской дивизии генерала Покровского. Наконец, с севера, отрезая пути к северу от железнодорожной ветки Ставрополь — Петровское, действовала 2-я Кубанская дивизия полковника Улагая. Я просил генерала Деникина обеспечить мне свободу действий, изъяв из подчинения генералу Казановичу. Несмотря на возражения последнего, к которым как будто склонялся начальник штаба главнокомандующего, генерал Деникин согласился со мной. Бригада полковника Мурзаева (линейцы и черкесы) временно оставалась в подчинении генерала Казановича. Взамен её мне передавалась из 3-й пехотной дивизии бригада генерала Чекотовского, Офицерский конный и 1-й Черноморский казачий полки.
10 ноября 1-я дивизия выступила к горе Недреманной, которой частям предстояло овладеть. Правее, со стороны Темнолесской, действовал генерал Покровский со своими конными частями, левее, в сторону Сенгилеевской — 1-й Кубанский стрелковый полк. Красные занимали весь горный хребет и оказывали серьезное сопротивление.
Дивизия Врангеля 10 ноября подошла к станице Сенгилеевской.

### 11 ноября
Утром 11 ноября марковцы без единого выстрела подобрались к позициям красных и стремительно атаковали их, почти без потерь очистив гору Недреманную. Вскоре большевики пришли в себя и предприняли подряд несколько контратак, но без успеха.
К 11 ноября Врангель, очистив берег Кубани и разбив большевиков у Сенгилеевской, подступил к Ставрополю с запада; Казанович занял гору Недреманную; Покровский, сбивая арьергарды противника, к вечеру 10-го дошел до горы Холодной, в 10 километрах к юго-востоку от Ставрополя; обе фланговые дивизии установили связь с частями Боровского.

Это тактическое положение внесло крайнюю нервность в настроение обложенного кругом города и в ряды большевицких войск. Город был забит тысячами раненых, больных, тифозных большевиков, и каждый день увеличивал число их. Все пути подвоза были отрезаны. Некоторые большевицкие части постановляли тайно сдаваться нам, но попытки их в этом направлении ликвидировались поставленными сзади позиций пулеметами. Только Таманская группа, стоявшая против войск Боровского, оставалась вполне надежной и решила «драться до последнего…»— Врангель П. Н. Записки
Красное командование попыталось прорвать блокаду, и 11 ноября советские войска крупными силами обрушились на весь фронт генерала Боровского, отбросив 2-ю дивизию, вновь понесшую громадные потери, на два километра. На прочих участках многократные атаки противника успеха не имели. Этот день стоил и добровольцам, и в особенности красным, очень дорого. Изнуренные потерями большевики 12-го не возобновляли атак.
В этот же день с занятием Покровским станицы Темнолесской вся Кубанская область была освобождена от большевиков.

### 12 ноября
Части Врангеля подошли к Ставрополю и к вечеру закрепились на опушке леса к западу от города. Правофланговая бригада полковника Топоркова держала связь с частями Казановича в районе села Татарка. На левом фланге части генерала Чекотовского соприкасались с частями 3-й дивизии Дроздовского, левее которого, южнее станции Палагиада, охватывая Ставрополь с севера, вела бой 2-я дивизия генерала Боровского. Пути отхода красных на восток и северо-восток были отрезаны к северу от железнодорожной ветки Ставрополь — Петровское кубанцами Улагая, к югу — 1-й кубанской дивизией Покровского. К вечеру обе эти дивизии связались с соседями и тактическое окружение Таманской армии было завершено.
Марковцы в жестоком бою овладели горой Меловой, а восточнее Покровский атаковал горы Базовую и Холодную. На горе Холодной был захвачен и закрыт ставропольский водопровод.

### 13 ноября. Прорыв таманцев
На фронте Боровского 12 ноября была только перестрелка, но на рассвете 13-го в сильнейший туман (такой, что в двух шагах ничего нельзя было разобрать), пытаясь прорвать окружение, таманцы громадными силами атаковали позиции 2-й и 3-й дивизий, принудив поредевшие части добровольцев к отступлению. В густом тумане перемешались белые и красные. Кипел жестокий бой, и обе стороны несли большие потери. В этом бою был убит командир Корниловского ударного полка — полковник Индейкин, был тяжело ранен командир Самурского полка — полковник Шаберт. Дроздовский был ранен в ногу. 3-я дивизия понесла жестокие потери и, преследуемая противником, отходила на север вдоль линии железной дороги. Левее, оставив станцию Палагиаду, отступали и части генерала Боровского. 2-я и 3-я дивизии остановились только на высоте селения Пелагиады. Конница Улагая отошла к Дубовке. Части Покровского, подходившие к городу с юго-востока, также были атакованы и несколько потеснены.
Часам к 10 утра туман рассеялся и взошло солнце. По степи на Рыздвяную отходили остатки 2-й дивизии, а на станицу Рождественскую жидкие цепи 2-го Офицерского стрелкового и Самурского полков. 2-й конный полк связался с наступавшими частями Врангеля и отражал атаки большевиков на Пелагиаду.
На западном направлении большевики не наступали, а потому Врангель, оставив против них часть сил своего левого фланга, поднял резервную бригаду конницы, приданную ему ранее из состава 3-й дивизии, с четырьмя полками кубанцев свернул на Ново-Марьевку, ударил в тыл наступавшей там колонне противника и, отбросив её к северо-востоку, вновь занял монастырь и предместье, оставленные дроздовцами. Сам Врангель пишет, что противник держался крепко и недостаток патронов почти исключал возможность действий в пешем строю, атаковать же город конницей в лоб было невозможно. Наступление могло вылиться лишь в демонстрацию. Между тем противник, продолжая теснить пехоту, к вечеру подошел к самой станции Палагиада.
1-я дивизия весь день вела бой на улицах Татарки при поддержке частей Покровского. Красные несколько раз переходили в контратаку, но были отбиты, и к вечеру отошли на северную окраину селения. Потери марковцев были большими и особенно чувствительными ввиду небольшого состава полка.
Большевикам в тот день все-таки удалось вырваться из кольца. Образовав новый фронт по линии Дубовка (южнее) — Михайловское — Ставрополь — гора Базовая, они поспешно стали перебрасывать свои тылы в направлении Петровского.

### 14 ноября
На фронте 1-й дивизии возобновился бой за Татарку, в результате которого красные были отбиты и отошли к Надеждинскому. Ночной атакой марковцы взяли Лысую гору — последнее препятствие на пути к Ставрополю.
Самурский полк и броневик «Верный» утром атаковали красных, занявших Пелагиаду, и захватили юго-западную часть селения, но дальше не смогли продвинуться, встретив упорное сопротивление.
Врангель решил использовать выгодно складывавшуюся обстановку и ударить во фланг и тыл врага. Растянув бригаду полковника С. М. Топоркова, на рассвете 14 ноября, с четырьмя полками, скрытно пройдя лесом, он неожиданно вышел в тыл противника и, развернув 1-ю бригаду, атаковал его. Не ожидавшие удара красные бросились к Ставрополю, преследуемые полковником Н. Г. Бабиевым с Корниловским конным полком и несколькими сотнями екатеринодарцев. Бабиев на плечах бегущих приближался к городу. Врангель выслал заслоном к северу Офицерский конный полк и с оставшимися в его распоряжении несколькими сотнями екатеринодарцев и черноморцев направился к расположенному в предместье города монастырю, где засели красные, поражавшие корниловцев фланговым огнём. Стремительной атакой Врангель занял монастырь, но дальше продвинуться не смог.
Бабиев к полудню ворвался в город, захватил вокзал и стоявший там бронепоезд противника, после чего донес Врангелю, что патронов мало и что красные, засев в домах, дерутся отчаянно. Он просил подкреплений. Врангель выслал ему две сотни и направил донесение Деникину, прося присылки каких-либо частей для закрепления достигнутого успеха. Деникин направил на помощь полк стрелков из дивизии Казановича и инородческий дивизион от полковника Дроздовского. Между тем, перейдя в наступление, противник к вечеру, после жестокого боя, выбил из города части Бабиева и вновь овладел вокзалом. Выбить Врангеля из монастыря красным не удалось. Части полковника Топоркова к вечеру несколько продвинулись вперед, захватив городской питомник.

### 15 ноября. Штурм
Поздно ночью с 14 на 15 ноября к Врангелю подошли инородцы, а на рассвете стрелки, которых он направил к полковнику Топоркову. Туда же он перебросил и бригаду Чекотовского, решив использовать сосредоточение противником большей части сил против своего левого фланга. Около девяти часов прибыл и бронеавтомобиль «Верный».
Врангель атаковал красных с юга, со стороны психиатрической больницы, куда, кроме бывшего в том районе 2-го конного полка, была отправлена бригада полковника Топоркова (Запорожский и Уманский казачьи полки) и бронеавтомобиль «Верный». На рассвете части атаковали красных и по Романовской улице ворвались в город. Впереди двигался «Верный», а за ним спешенные полки. К 12 часам дня красные были выбиты из города.  В плен было захвачено до 12 тысяч красноармейцев.
По словам Деникина, большевики оставили в городе 2,5 тысячи непогребенных трупов и до 4 тысяч невывезенных раненых. На дверях лазаретов были надписи: «Доверяются чести Добровольческой армии…»
Части 1-й дивизии, не доходя двух километров до Ставрополя, атаковали красных, начавших наступление из села Надеждинского на село Татарку, чтобы выйти в тыл наступающим войскам, и отбросили противника обратно к Надеждинскому.

## Окончание Ставропольского сражения
Взятием Ставрополя сражение не закончилось, так как остатки большевистской армии продолжали упорное сопротивление. Оставив Ставрополь и отойдя главными силами на Петровское, они удерживали арьергардными частями линию сел Надеждинское, Михайловское и Пелагиада, временами пытаясь перейти в наступление. 16 ноября Деникин двинул войска в наступление на восток, и в тот же день большевики тоже перешли в наступление, опять потеснив добровольцев севернее Ставрополя, и оказывая вместе с тем упорное сопротивление Казановичу у Надеждинского. В этом направлении красные отошли от города всего на восемь километров. К утру 18 ноября красные были выбиты из Надеждинского, но еще три дня упорно атаковали позиции добровольцев.
По словам Деникина, еще четыре дня после взятия города возле Ставрополя шли бои, и только 20 ноября ценой полного напряжения сил удалось добиться успеха: части таманцев, сосредоточившиеся в районе Тугулук — Дубовка — Пелагиада, были атакованы остатками пехотных дивизий с запада, дивизии полковника Улагая с севера, конницы генерала Врангеля с юга от Ставрополя, окружены, разбиты и обратились в бегство. Их преследовали в направлении Петровского 1-я конная и 2-я Кубанская дивизии, сведенные в конный корпус под начальством генерала Врангеля. Восточную группу красных, отходивших на Старо-Марьевское и Бешпагир, преследовали части Покровского и Шкуро.
К 20 ноября Таманская армия отступила на фронт Петровское — Донская балка — Высоцкое, где и закрепилась; южнее к ней примыкали части бывшей армии Сорокина, протянув свой левый фланг до станции Минеральные Воды.

## Потери
У Деникина не осталось сил довершить разгром красных. Потери в Ставропольском сражении были ужасающими. После боев под Ставрополем Корниловский ударный полк был отправлен в Екатеринодар на отдых и пополнение. Весь полк со своей хозяйственной частью свободно разместился в восьми вагонах. Принявший полк 14 ноября капитан Н. В. Скоблин, получил под своё начало всего 220 штыков, а к концу сражения их осталось 117.
С 28 октября у села Пелагиада и до 14 ноября полк потерял 285 человек, а в целом с начала 2-го Кубанского похода и до отправки на пополнение в Екатеринодар — 2693 человека убитыми и ранеными. Поскольку он редко имел в своих рядах хотя бы 1200 человек, и если принять во внимание большие потери, можно утверждать, что за время похода полк три раза сменил свой состав. Пополнялся же он через свои вербовочные пункты главным образом пленными, от командования не поступало и половины.
В других частях картина была сходной. 2-ю и 3-ю дивизии, некоторые пластунские батальоны пришлось вывести на длительный отдых для формирования и пополнения, 1-я оставалась еще на Ставропольском фронте. В добровольческих полках оставалось всего по 100—150 штыков. Несколько лучшим было положение кубанских конных дивизий, пополнявшихся с занятием каждой новой станицы.
Потери марковского полка за период Ставропольских боев составили до 500 человек, наличный состав рот составлял всего 30—40 человек и только в двух-трех ротах он доходил до 100. Половина пулеметов после армавирских и ставропольских боев находилась в обозе из-за потери пулеметчиков. В полку осталось всего до 700 штыков при 20 пулеметах и конной сотне. Такого слабого состава он не имел за весь Второй Кубанский поход.
Об этом периоде истории Добровольческой армии генерал Деникин писал: «Пехота перестала существовать». Другие основные полки армии были еще меньше по численности, чем 1-й Офицерский генерала Маркова, и их пришлось отвести в резерв для пополнения. 1-я дивизия получила небольшую передышку, так как Ставропольская группа красных понесла огромные потери, потеряла способность к наступлению и перешла к обороне в 20 километрах восточнее Ставрополя.
На 4-й и 5-й день отдыха Марковский полк получил большое пополнение в 800 человек, в их числе свыше 300 офицеров. Роты усилились до 100 штыков каждая, 7-я и 9-я роты (офицерские) — свыше 200. Общая численность полка достигла 1500 человек. Стали в строй и почти все пулеметы. Марковцы, однако, пишут в полковых воспоминаниях, что, пополнившись мобилизованными, полк стал менее сплоченным; на то, чтобы новобранцы пропитались марковским духом, нужно было время. Большинство пришедших офицеров были мобилизованы на территории, занятой Добровольческой армией, главным образом на Дону, из числа неказаков, в городах Ростов, Нахичевань, Таганрог. Это были те, кто в конце семнадцатого и начале восемнадцатого годов митинговали и не желали вступать в Добровольческую армию. Через некоторое время от этого офицерского пополнения в полку почти никого не осталось: офицеры покидали полк по ранениям и болезням, но по выздоровлении мало кто возвращался, находя более теплые места.

## Итог
Победа в Ставропольском сражении завершила Второй Кубанский поход Добровольческой армии. В боях под Армавиром и Ставрополем были разгромлены основные силы красных на Северном Кавказе и освобождены Кубанская область и значительная часть Ставропольской губернии. Однако Таманская армия не была уничтожена и через некоторое время, оправившись, вновь стала ядром большевистских войск, продолжая отчаянное сопротивление до самой своей гибели в начале 1919. Полный разгром красных войск на Северном Кавказе произошел только через два месяца жестоких и кровопролитных боев.